# Ed Farhat
Edward George Farhat (Lansing, Míchigan; 9 de junio de 1926-18 de enero de 2003) fue un luchador profesional estadounidense, más conocido por su apodo de lucha The Sheik (El jeque) o The Original Sheik (El jeque original) para distinguirlo de "The Iron Sheik", otro luchador. También es uno de los creadores de la lucha "hardcore" (violenta), y es tío de la leyenda de ECW, Sabu.

## Carrera

### Principios de carrera
Empezó en la lucha en "Midwest wrestling", y luego en Texas. El combate más grande que tuvo fue en uno en el que no luchó. Estaba pactado un combate en el que se enfrentaba al Campeón de los pesos pesados de la NWA, Lou Thesz en Chicago, pero Thesz tenía una mala reputación hacia los luchadores con "personaje", por lo que The Sheik huyó del ring y se escondió debajo de un autobús. La publicidad del evento ayudó a "The Sheik" a llegar a un gran nivel. Fue a Nueva York porque Vincent J. McMahon le llamó y allí luchó con Johnny Valentine y Bull Curry en feudos contra Mark Lewin y Don Curtis, al igual que contra Antonino Rocca and Miguel Pérez. Volvió a luchar cuando McMahon formó la World Wide Wrestling Federation para empezar a un feudo contra Bruno Sammartino a finales de los 60.

### El personaje "The Sheik"
La lucha de The Sheik estaba centrada en su carácter de hombre rico y salvaje proveniente de Siria. Normalmente, cuando hacía un movimiento de sumisión, se negaba a soltarlo hasta que su adversario se rindiera. Usaba lápices escondidos para crear heridas en las caras de sus adversarios. A veces, esta táctica fallaba, provocando que el adversario se hiciera con el lápiz y lo usara en su contra. Otra de las tácticas ilegales era tirar sobre sus adversarios, provocando serias quemaduras en sus caras. Nunca hablaba ante las cámaras, por lo que tuvo que hacerse con mánagers para que hablaran por él. Ha tenido dos mánagers durante esta etapa: Abdullah Farouk fue el primero y Eddie Creatchman surgió cuando entró en la WWF.

### Feudos y peleas notables
Su mayor feudo fue un largo feudo con Bobo Brasil en Detroit, el territorio principal de "The Sheik", los dos peleaban por la versión de "The Sheik" del Campeonato de Estados Unidos. Esto se ve brevemente en el "documental" de la película I Like to Hurt People (Me gusta lastimar a la gente). Los dos tomaron la disputa de varias promociones de lucha, sobre todo la de Memphis, Tennessee y la de Los Ángeles, California. Su otro gran rival en Los Ángeles fue Fred Blassie. Sheik y Blassie se enfrentaron varias veces, incluyendo los combates dentro de una jaula en el "Grand Olympic Auditorium".
A partir de 1969, luchó con regularidad en Toronto, donde se mantuvo invicto durante 127 combates en el "Maple Leaf Gardens". Derrotó a luchadores como Whipper Billy Watson, Lou Thesz, Gene Kiniski, Bruno Sammartino, Édouard Carpentier, Ernie Ladd, Jay Strongbow y hasta a André the Giant durante la primera gira extensa de André en América del Norte en 1974. Fue André quien puso fin a la racha de victorias de Toronto de "The Sheik" en agosto de 1974. Sheik continuó siendo el titular en Toronto hasta 1977, pero el negocio cayó significativamente en los últimos tres años.
Más tarde se fue a Japón. Su carrera fue exitosa, pero desperdició la gestión de todo el dinero por lo que cuando la empresa se declaró en quiebra The Sheik se fue a la All Japan Pro Wrestling de Baba. Un año después a la New Japan Pro Wrestling de Inoki, pero hubo un conflicto que llevó a Sheik a luchar a tiempo completo en Detroit. Regresó en 1977 a Japón. Trabajó en equipo y al mismo tiempo en un feudo con Abdullah the Butcher. Su encuentro con Abdullah the Butcher contra Dory Funk Jr. y Terry Funk, donde luchó contra Terry, teniendo Sheik su brazo en cabestrillo, se acredita para convertir a los Funks en las caras de la lucha de Japón.

### Finales de su carrera
En 1980, luchó para varias promociones independientes por Estados Unidos y Japón en los 80.
Durante los 90, luchó principalmente para la Frontier Martial-Arts Wrestling y tuvo varios Combates Hardcore. El 6 de mayo de 1992, The Sheik tuvo un "fire deathmatch" con Sabu contra Atsushi Onita y Tarzan Goto, en el que las cuerdas del ring son remplazadas por alambres de espino en llamas. Como consecuencia de este combate The Sheik sufrió quemaduras de tercer grado que le indujeron a un coma.
En 1994, tuvo una breve carrera en Extreme Championship Wrestling, donde hacía pareja con Pat Tanaka contra Kevin Sullivan y Tazz. Su trayectoria finalizó en Japón en 1998.

### Retiro y legado
Sheik se retiró a su finca, donde murió el 18 de enero de 2003 por un fallo cardíaco a la edad de 76. En sus últimos años, Sheik tuvo extensas entrevistas con su biógrafo, con la intención de publicar un libro sobre su vida. Dichas entrevistas proporcionan una visión altamente explosiva en el mundo de la lucha, sobre todo en los primeros días de la WWE y las organizaciones de lucha japonesa. Como resultado, las entrevistas y el libro proyectado finalizaron en el momento de su muerte. Se ignora cuándo o si la familia del jeque dará a conocer el libro.
Fue uno de los mayores atractivos de la lucha libre profesional en taquilla y se le ve como un pionero de la lucha "Hardcore", y se convirtió en una parte importante de la lucha libre profesional en la década de 1990. El 31 de marzo de 2007, el jeque fue incluido en el Salón de la Fama de la WWE por su sobrino Sabu y Rob Van Dam

## En lucha
- Movimientos finales
  - Armpit claw
  - Camel clutch

- Movimientos de firma
  - Fireball - innovado;
  - Gorilla Press powerslam

- Mánagers
  - The Princess (Joyce Farhat)
  - Abdullah "The Weasel" Farouk
  - Eddie "The Brain" Creatchman
  - The Grand Wizard
  - George McCarther (George "Crybaby" Cannon)

- Luchadores dirigidos
  - Sabu
  - Rob Van Dam
  - Raven
  - Scott Steiner
  - Greg Valentine

## Campeonatos y logros
- Cauliflower Alley Club
  - Miembro honorario (1995)

- Central States Wrestling
  - Campeonato de la NWA de los EE. UU. (Versión del centro) (1 vez)

- Frontier Martial Arts Wrestling
  - Campeón de Artes Marciales de la WWA (2 veces)

- International Championship Wrestling
  - Campeón de los EE. UU. de la ICW (2 veces)

- Japan Wrestling Association
  - NWA United National Championship (1 vez)

- Maple Leaf Wrestling
  - Campeón de los EE. UU. de la NWA (Versión de Toronto) (4 veces)

- NWA Detroit
  - Campeñon de los EE. UU. NWA (Versión de Detroit) (12 veces)

- NWA Hollywood Wrestling
  - Campeón de las Américas de la NWA (2 veces)

- NWA Mid-Pacific Promotions
  - Campeón de los pesos pesados de Hawaii de la NWA (1 vez)

- Pro Wrestling Illustrated
  - PWI al luchador más odiado (1972)

- Salón de la fama y museo de la lucha libre
  - Clase de 2011[2]

- Southwest Sports, Inc.
  - Campeonato de Texas de la NWA (1 time)

- World Wide Wrestling Federation/World Wrestling Entertainment
  - WWWF United States Championship (2 veces)
  - WWE Salón de la Fama (Clase del 2007)

- Wrestling Observer Newsletter awards
  - Salón de la fama de la Wrestling Observer Newsletter (Clase de 1996)

- Salón de la Fama de la NWA
  - Clase de 2010